# Wak Chanil Ajaw
La Senyora Wac-Chanil-Ahau (lectura moderna - Ix-Wak-Chan-'Ajaw-Lem?) va ser una princesa maia nascuda c. 682. Va ser part d'un matrimoni concertat entre les ciutats maies de Dos Pilas i El Naranjo (a l'actual Guatemala) perquè El Naranjo passés a formar part de l'aliança Calakmul - Dos Pilas. En canvi, El Naranjo va derrotar a El Caracol en una lluita de poder.
El seu fill K'ak' Tiliw Chan Chaak va ser una figura important en l'últim període maya.